# Herrmann (Orgelbauer)
Herrmann waren deutsche Orgelbauer im Baltikum im 19. Jahrhundert.

## Orgelbauer
Carl Paul Otto Herrmann
Carl Paul Otto Herrmann (1807–1868) war Organist in Sankt Petersburg. 1830 ging er nach Kandau (Kandava) in Kurland und war dort als Orgelbauer tätig. 1836 wechselte er nach Doblen (Dobele) und 1844 nach Libau (Liepāja).
Carl Alexander Herrmann
Carl Alexander Herrmann (lettisch Karls Aleksandrs Hermans; 1847–1928) arbeitete zunächst in der Werkstatt des Vaters in Libau. 1877 ging er zum Bau einer Orgel nach Sankt Petersburg und blieb dort bis 1895. Danach ging er kurzzeitig nach Kadrina in Estland, der weitere Lebensweg ist unklar.
Carl J. Herrmann
Carl J. (..?) Herrmann († nach 1883) war ein Neffe von Carl Paul Otto Herrmann. Er war in Mitau (Jelgava) von 1863 bis 1883 als Orgelbauer bekannt.

## Orgeln (Auswahl)
Carl Paul Otto Herrmann und Carl Alexander Herrmann bauten mehr als 180 Orgeln im heutigen Lettland, Litauen, Estland und St. Petersburg neu oder um. Einige sind erhalten.
 Carl Paul Otto Hermann 
| Jahr      | Ort              | Gebäude            | Bild | Manuale | Register | Bemerkungen                                                                         |
| --------- | ---------------- | ------------------ | ---- | ------- | -------- | ----------------------------------------------------------------------------------- |
| 1830–1835 | Doblen (Dobele)  | Lutherische Kirche |      | II/P    | 19       | 1908 erweitert auf 43 Register, Restaurierung geplant                               |
| 1859      | Tuckum (Tukums)  | Lutherische Kirche |      | I/P     | 12       | ersetzte Frölich-Orgel, 1871 Erweiterung durch Fr. Weißenborn auf II/P/20, erhalten |
| 1860      | Balgale          | Lutherische Kirche |      | II/P    | 12       | C. Herrmann aus Libau auf Schild, erhalten                                          |
| 1863–1864 | Kandau (Kandava) | Lutherische Kirche |      | II/P    | 18       | erhalten                                                                            |

 Carl Alexander Herrmann 
| Jahr | Ort                 | Gebäude            | Bild | Manuale | Register     | Bemerkungen                                                                         |
| ---- | ------------------- | ------------------ | ---- | ------- | ------------ | ----------------------------------------------------------------------------------- |
| 1872 | Frauenburg (Saldus) | St. Johanniskirche |      | II/P    | 20           | erhalten                                                                            |
| 1877 | Sankt Petersburg    | Jesus-Kirche       |      | II/P    | 11 (oder 10) | 1895 nach Kadrina in Estland umgesetzt, einzige erhaltene Herrmann-Orgel in Estland |

 Carl J. Herrmann 
| Jahr        | Ort             | Gebäude            | Bild | Manuale | Register | Bemerkungen                                    |
| ----------- | --------------- | ------------------ | ---- | ------- | -------- | ---------------------------------------------- |
| 1870        | Holmhof (Sala)  | St. Johanneskirche |      | I/P     | 9        | erhalten                                       |
| um 1884 (?) | Mitau (Jelgava) | St. Johanneskirche |      |         |          | einzige erhaltene historische Orgel in Jelgava |